# Vincent Cantoni
Pour les articles homonymes, voir Cantoni.

a Compétitions nationales et continentales officielles uniquement.

b Matchs officiels uniquement.
Vincent Cantoni, né le 10 mars 1927 à Montpeyroux (Aveyron) et mort le 27 octobre 2013 à Lézignan-Corbières (Aude), est un joueur de rugby à XV et international français de rugby à XIII, évoluant au poste d'ailier dans les années 1940 et 1950.
Il pratique le rugby à XV dès son plus jeune âge et joue en tant que junior durant la Seconde Guerre mondiale au sein des équipes de Grenade Sports et du Stade toulousain. Le rugby à XIII réapparaît en France en 1944 après son interdiction durant la Seconde Guerre mondiale, V. Cantoni rejoint alors ce code de rugby et s'engage en 1945 au sein du Toulouse olympique XIII, grand club d'avant-guerre. Au sein du club toulousain, il dispute deux finales de championnat de France en 1945 et 1946 aux côtés de René Duffort, Jean Dubalen, Raoul Pérez, Jean Audoubert et Maurice Brunetaud. Il reste dans ce club jusqu'en 1959 et joue avec son frère Fernand Cantoni dans les années 1950.
Ailier référence du Championnat de France, il compte également 24 sélections avec l'équipe de France, prenant part aux titres de la Coupe d'Europe des nations en 1949, 1951 et 1952, à la Tournée de l'équipe de France de rugby à XIII en 1951 en Australie et Nouvelle-Zélande, et à la finale de la Coupe du monde en 1954.
Après sa carrière de joueur, il devient entraîneur du Toulouse olympique XIII qu'il mène à son premier titre de championnat de France en 1965 après une finale perdue en 1964 en chapeautant Georges Aillères, Joseph Guiraud, Pierre Lacaze et Pierre Parpagiola. Enfin, il est le père de Jack Cantoni, joueur international français de rugby à XV et membre du « Grand Béziers ».

## Biographie
Vincent Cantoni est né le 10 mars 1927 à Montpeyroux près de Laguiole et est mort le 27 octobre 2013. Il débute au rugby à XV au Grenade Sports dans la ville de Grenade.
Son fils, Jack Cantoni, a été l'arrière en rugby à XV du grand Béziers dans les années 1970 avec sept titres de Championnat de France, ainsi qu'avec l'Équipe de France deux victoires en Tournoi des Cinq Nations. Sa fille, Michèle, épouse l'international français de rugby à XIII Hervé Mazard.

### Carrière sportive
Durant sa carrière sportive, il évolue sous les couleurs de Toulouse. Ses performances l'amènent à être sélectionné en Équipe de France avec laquelle il s'illustre en prenant part notamment à la Tournée de l'équipe de France en 1951 et à la finale de la Coupe du monde 1954. Il porte à vingt-sept reprises le maillot du XIII de France.
Avec Toulouse, il prend part à deux finales perdus du championnat de France en 1945 et 1946

### 1954: finaliste de la Coupe du monde
En octobre-novembre 1954, la France accueille la première édition de la Coupe du monde de rugby à XIII, compétition créée sous l'impulsion du président de la fédération française Paul Barrière en invitant les trois autres nations majeures de rugby à XIII : l'Australie, la Grande-Bretagne et la Nouvelle-Zélande. Vincent Cantoni est sélectionné pour cette édition inaugurale via un communiqué de la fédération française le 20 octobre 1954 qui convoque tous les joueurs sélectionnés à un stage à l'Institut national des sports sur Vincennes, il y est le seul joueur du Toulouse olympique XIII sélectionné.
Vincent Cantoni prend part au match d'ouverture de la Coupe du monde contre la Nouvelle-Zélande dont le coup d'envoi symbolique est donné par le champion cycliste français Louison Bobet au parc des Princes de Paris devant près de 15 000 spectateurs. Il est placé à l'aile avec à ses côtés le centre Antoine Jimenez. Après une première période où les deux équipes se rendent coup pour coup (12-8 pour la France), la seconde débute par un essai de Joseph Crespo après un sprint de 30 mètres bien servi par François Rinaldi qui permet à la France de faire le break dans cette rencontre pour ne plus rien lâcher et s'imposer 22-13, lançant parfaitement la dynamique pour la sélection française. La seconde rencontre disputée à Toulouse oppose la France à la Grande-Bretagne et constitue quelque peu une finale avant la lettre à la suite de la victoire des Britanniques sur l'Australie au premier match. V. Cantoni est reconduit à l'aile, toujours aux côtés d'A. Jimenez. La rencontre est âprement disputée par les deux sélections où les pénalités sont réussies de part et d'autre. V. Cantoni y est malheureux en raison du peu de ballons exploitables reçus. Le score final est nul 13-13 et renvoie les deux équipes dos à dos. La troisième rencontre se dispute à Nantes contre l'Australie le 11 novembre qui après avoir perdu contre la Grande-Bretagne a battu la Nouvelle-Zélande. Au terme d'une rencontre serrée où V. Cantoni conserve sa place de titulaire à l'aile, la France s'impose 15-5 au terme d'un match âpre. V. Cantoni libère l'équipe de France en fin de match par un essai à la suite d'un coup de pied à suivre de Puig-Aubert.
Composition de l'équipe de France :
Non prévue, la finale se déroule en raison de l'égalité de points au classement issue de leurs victoires contre les nations de l'hémisphère sud et de leur match nul 13-13. Cette rencontre organisée en quatre jours attire 30 368 spectateurs au Parc des Princes à Paris. La Grande-Bretagne domine la première mi-temps grâce aux essais de Gordon Brown et de David Rose, James Ledgard se chargeant de convertir le second, avant que Puig-Aubert ajoute une nouvelle pénalité. Le score est alors de 8 à 4 à la mi-temps en faveur des Britanniques. Au retour des vestiaires, V. Cantoni marque un essai converti par Puig-Aubert permettant à la France de mener 9 à 8. Les Anglais enfoncent alors le clou grâce à deux autres essais de Gerry Helme (converti par Ledgard) et de Brown (9-16). Côté français, Contrastin permet à la France de revenir dans la partie. La pression est alors intense sur les épaules des Anglais mais contre tout pronostic, ceux-ci parviennent à tenir et deviennent ainsi les premiers champions du monde de l'histoire du rugby à XIII. V. Cantoni dispute la finale au poste d'ailier et aura pris part à toutes les rencontres de la Coupe du monde.

### Après carrière
Après sa carrière de joueur, il devient entraîneur de Toulouse qu'il mène à son premier titre de championnat de France en 1965 après une finale perdue en 1964.

## Palmarès

### En tant que joueur
- Collectif :
  - Vainqueur de la Coupe d'Europe des nations  : 1949, 1951 et 1952 (France).
  - Finaliste de la Coupe du monde : 1954 (France).
  - Finaliste de la Coupe d'Europe des nations : 1948 (France).
  - Finaliste du championnat de France : 1945 et 1946 (Toulouse).

#### Détails en sélection
| 1.  | 28 novembre 1948 | Angleterre          | 5-12  | Coupe d'Europe | Ailier | - | - | - | - |
| 2.  | 12 mars 1949     | Angleterre          | 12-5  | Coupe d'Europe | Ailier | - | - | - | - |
| 3.  | 10 avril 1949    | Pays de Galles      | 11-0  | Coupe d'Europe | Ailier | 6 | 2 | - | - |
| 4.  | 4 décembre 1949  | Angleterre          | 5-13  | Coupe d'Europe | Ailier | 3 | 1 | - | - |
| 5.  | 15 janvier 1950  | Autres Nationalités | 8-3   | Coupe d'Europe | Ailier | - | - | - | - |
| 6.  | 11 novembre 1950 | Angleterre          | 9-14  | Coupe d'Europe | Ailier | - | - | - | - |
| 7.  | 10 décembre 1950 | Autres Nationalités | 16-3  | Coupe d'Europe | Ailier | - | - | - | - |
| 8.  | 11 juin 1951     | Australie           | 26-15 | Tournée        | Ailier | 6 | 2 | - | - |
| 9.  | 30 juin 1951     | Australie           | 11-23 | Tournée        | Ailier | - | - | - | - |
| 10. | 21 juillet 1951  | Australie           | 35-14 | Tournée        | Ailier | - | - | - | - |
| 11. | 4 août 1951      | Nouvelle-Zélande    | 15-16 | Tournée        | Ailier | 3 | 1 | - | - |
| 12. | 3 novembre 1951  | Autres Nationalités | 14-17 | Coupe d'Europe | Ailier | 3 | 1 | - | - |
| 13. | 25 novembre 1951 | Angleterre          | 42-13 | Coupe d'Europe | Ailier | 6 | 2 | - | - |
| 14. | 6 avril 1952     | Pays de Galles      | 20-12 | Coupe d'Europe | Ailier | - | - | - | - |
| 15. | 22 mai 1952      | Grande-Bretagne     | 22-12 | Test-match     | Ailier | - | - | - | - |
| 16. | 27 décembre 1952 | Australie           | 12-16 | Test-match     | Ailier | 3 | 1 | - | - |
| 17. | 11 janvier 1953  | Australie           | 5-0   | Test-match     | Ailier | - | - | - | - |
| 18. | 25 janvier 1953  | Australie           | 13-5  | Test-match     | Ailier | - | - | - | - |
| 19. | 7 novembre 1953  | Angleterre          | 5-7   | Coupe d'Europe | Ailier | - | - | - | - |
| 20. | 9 janvier 1954   | États-Unis          | 31-0  | Test-match     | Ailier | 3 | 1 | - | - |
| 21. | 30 octobre 1954  | Nouvelle-Zélande    | 22-13 | Coupe du monde | Ailier | – | – | – | – |
| 22. | 7 novembre 1954  | Grande-Bretagne     | 13-13 | Coupe du monde | Ailier | – | – | – | – |
| 23. | 11 novembre 1954 | Australie           | 15-5  | Coupe du monde | Ailier | 3 | 1 | – | – |
| 24. | 13 novembre 1954 | Grande-Bretagne     | 12-16 | Coupe du monde | Ailier | 3 | 1 | – | – |

#### Détails en club
| Saison    | Saison                  | Championnat           | Championnat | Coupe           | Coupe      | Sélection | Sélection | Sélection | Sélection | Sélection | Sélection | Sélection |
| Saison    | Saison                  | Comp.                 | Class.      | Comp.           | Class.     | Comp.     | M         | Pts       | Ess.      | Buts      | Dp.       |           |
| --------- | ----------------------- | --------------------- | ----------- | --------------- | ---------- | --------- | --------- | --------- | --------- | --------- | --------- | --------- |
| 1945-1946 | Toulouse olympique XIII | Championnat de France | Finaliste   | Coupe de France | 1/4 finale |           |           |           |           |           |           |           |
| 1946-1947 | Toulouse olympique XIII | Championnat de France | 1/4 finale  | Coupe de France | 1/4 finale |           |           |           |           |           |           |           |
| 1947-1948 | Toulouse olympique XIII | Championnat de France | 14e         | Coupe de France | 1/2 finale |           |           |           |           |           |           |           |
| 1948-1949 | Toulouse olympique XIII | Championnat de France | 13e         | Coupe de France |            | CE        | 3         | 6         | 3         | -         | -         |           |
| 1949-1950 | Toulouse olympique XIII | Championnat de France | forfait     | Coupe de France | 1/8 finale | CE        | 2         | 3         | 1         | -         | -         |           |
| 1950-1951 | Toulouse olympique XIII | Championnat de France | 13e         | Coupe de France | 1/4 finale | CE/TO     | 6         | 12        | 4         | -         | -         |           |
| 1951-1952 | Toulouse olympique XIII | Championnat de France | 7e          | Coupe de France | 1/4 finale | CE        | 4         | 9         | 3         | -         | -         |           |
| 1952-1953 | Toulouse olympique XIII | Championnat de France | 9e          | Coupe de France | 1/4 finale |           | 3         | 3         | 1         | -         | -         |           |
| 1953-1954 | Toulouse olympique XIII | Championnat de France | 9e          | Coupe de France | 1/8 finale | CE        | 2         | 3         | 1         | -         | -         |           |
| 1954-1955 | Toulouse olympique XIII | Championnat de France | 13e         | Coupe de France | 1/8 finale | CM        | 4         | 6         | 2         | -         | -         |           |
| 1955-1956 | Toulouse olympique XIII | Championnat de France | 8e          | Coupe de France | 1/2 finale |           |           |           |           |           |           |           |
| 1956-1957 | Toulouse olympique XIII | Championnat de France | 8e          | Coupe de France | 1/4 finale |           |           |           |           |           |           |           |
| 1957-1958 | Toulouse olympique XIII | Championnat de France |             | Coupe de France | 1/8 finale |           |           |           |           |           |           |           |
| 1958-1959 | Toulouse olympique XIII | Championnat de France | 11e         | Coupe de France | 1/8 finale |           |           |           |           |           |           |           |

### En tant qu'entraîneur
- Collectif :
  - Vainqueur du championnat de France : 1965 (Toulouse).
  - Finaliste du championnat de France : 1964 (Toulouse).